# The Throbs
I The Throbs furono un gruppo sleaze glam metal formato a New York City nel 1988.

## Storia del gruppo
La band, formata nel 1988 comprendeva Ronnie Sweetheart (voce), che era l'ex chitarrista della ex band di Sebastian Bach, i "VO5", l'ex Sweet Pain Ronnie Magri (batteria), Pete Pagan (chitarra) e l'ex membro della band di Stiv Bators e Angels In Vain Danny Nordahl (basso). Le loro sonorità si riconducevano a quelle tipiche della neonata ondata sleaze glam, incorporando elementi glam metal, punk rock, rock & roll. Grazie a queste nuove tendenze sleaze glam, i The Throbs vennero presto contattati dalla Geffen Records dopo qualche demo. Non a caso vennero definiti la risposta newyorkese ai californiani Guns N' Roses, pionieri di questo nuovo sottogenere del glam metal.
La band firmò così per la Geffen nel 1989. Nel gennaio dello stesso anno però Pete Pagan lasciò la band, sostituito dall'ex Angels in Vain e Smashed Gladys Roger Ericson (conosciuto nella sua ex band come Roger Lane). Pagan raggiunse gli Skin N' Bones.
I The Throbs trovarono un accordo con il noto produttore Bob Ezrin (Alice Cooper, Pink Floyd, Kiss) per la pubblicazione del loro futuro album. Pagan poco dopo lasciò la band, e venne sostituito dall'ex Avenger e The Quireboys Ginger, che durò per un breve periodo suonando qualche show, per poi tornare in Inghilterra e formare i The Wildhearts.
L'album The Language of Thieves and Vagabonds venne così completato nell'ottobre 1990, e realizzato nel febbraio 1991. La band si sciolse poco dopo nel 1992, in mancanza di un chitarrista, e del declino del loro genere, che le major discografiche persero di vista a causa del neonato movimento grunge.
Danny Nordhal in futuro raggiungerà diverse band tra cui NY Loose, Motochrist, e The Newlydeads, band capeggiata dall'ex frontman dei Faster Pussycat Taime Downe.

## Curiosità
- Ronnie Sweetheart era chitarrista dei VO5, band fronteggiata dal l'ex singer degli Skid Row Sebastian Bach.
- Roger Ericson era membro dei Smashed Gladys ed è presente nel loro album Social Intercourse del 1988 per la Elektra Records.
- Danny Nordahl fu membro dei The Newlydeads, band capeggiata dall'ex Faster Pussycat Taime Downe.
- Nordahl è presente anche nell'ultimo album dei Faster Pussycat The Power and the Glory Hole (2006) e dal 2007 farà ufficialmente parte dei nuovi Faster Pussycat.
- Ronnie Magri militò nella band Sweet Pain con l'ex bassista degli L.A. Guns e Faster Pussycat Kelly Nickels.

## Lineup

### Ultima
- Ronnie Sweetheart - voce
- Ginger - chitarra
- Danny Nordahl - basso
- Ronnie Magri - batteria

### Ex componenti
- Roger Ericson - chitarra
- Pete Pagan - chitarra

## Discografia
- The Language of Thieves and Vagabonds (1991)